# Alberto Fassora
Alberto Fassora (fl. XX secolo) è stato un calciatore argentino, di ruolo attaccante.

## Caratteristiche tecniche
Giocava come interno destro o come centravanti.

## Carriera

### Club
Nel 1929-1930 Fassora figurò tra i componenti della rosa dell'Atlético Tucumán. In seguito andò a giocare nel campionato della Provincia di Córdoba, nel quale rimase fino al 1930; passò poi al Racing Club. Con tale squadra esordì in massima serie nazionale: il 19 luglio 1931 scese in campo per la prima volta, giocando da centravanti contro il Boca Juniors. Nel corso della stagione raccolse 26 presenze, segnando 20 gol; questi ultimi gli permisero di raggiungere il 5º posto nella classifica dei marcatori del campionato. Giocò con il Racing anche per i due anni successivi, mettendo a referto altre 35 presenze e 23 gol in massima serie. Nel febbraio 1934 si trasferì all'América di Rio de Janeiro, insieme al compagno di squadra José Della Torre e all'interno dell'Huracán Antonio Rivarola. Nel 1935 giocò per il Club Atlético San Juan, e nel 1936 tornò a disputare la prima divisione nazionale, vestendo i colori dell'Argentinos Juniors.

### Nazionale
Fassora fu convocato al Campeonato Sudamericano 1929; nella competizione, però, non debuttò mai.

## Palmarès

### Nazionale
- Campeonato Sudamericano de Football: 1

Argentina 1929